# サンドビック

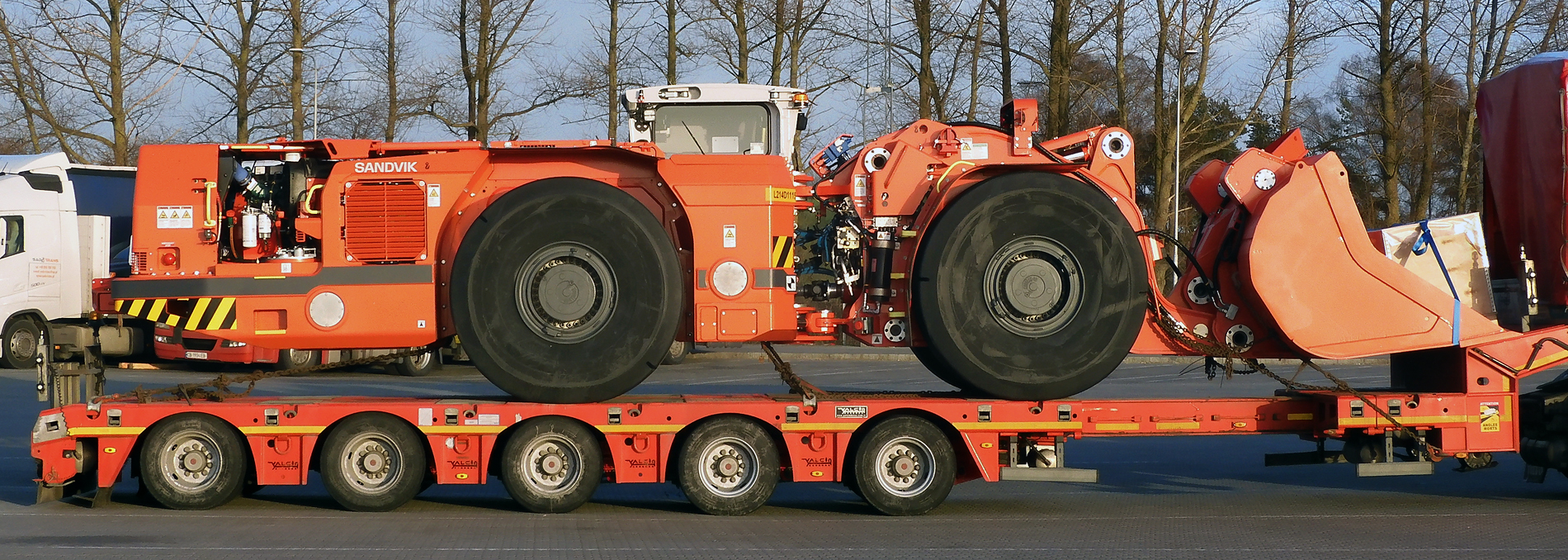
Sandvik LH 514.

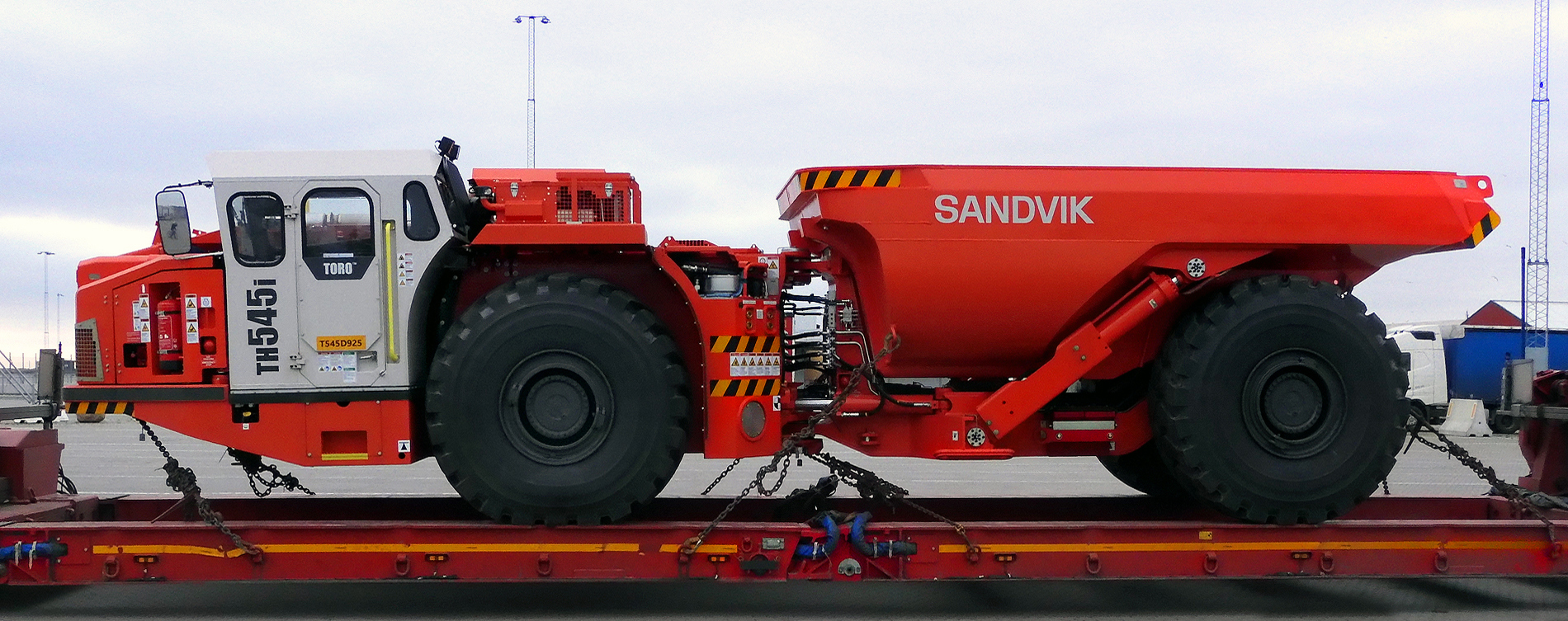
Sandvik TH 545i.

サンドビック（スウェーデン語: Sandvik AB）は、切削工具など各種産業向けのエンジニアリングツールや、ステンレス鋼帯などの金属材料を製造・販売する多国籍企業グループ。スウェーデン・ストックホルムに本部を置き、世界150か国以上で事業を展開する。ナスダック・ストックホルム上場企業（Nasdaq Nordic SAND）。

## 沿革
1862年1月、工業用の製鋼で世界で初めてベッセマー法を使用して成功したGöran Fredrik Göranssonにより、ストックホルム北方190キロの距離に位置するサンドビケン（Sandviken）にて、Högbo Stål & Jernwerks ABの社名で設立された。設立後すぐに削岩用ドリル鋼の製造を開始し1868年にSandvikens Jernverk ABに改称、スウェーデンでの鉄道建設に製品を供給し、1876年に後に社名となるサンドビックの製品ブランド名をアメリカ合衆国で使用した。1901年に株式上場企業となったのち、1914年にイギリスに現地法人を設立、1921年にステンレス鋼によるシームレスチューブの製造を開始した。1972年に現在の社名となり、1984年には各事業を統括する親会社と個別の事業会社によるカンパニー制の組織が導入された。2012年10月、グループ本部をストックホルムに移転した。2013年、アメリカ合衆国・ユタ州に拠点を持つ超硬工具メーカーのPrecorp Inc.を買収、2019年、採掘作業のワイヤレス管理技術を持つカナダのNewtraxを買収した。
超硬切削工具を扱うサンドビック・コロマントはグループ企業の一つであり、1942年の超硬合金の製造開始に端を発し、1951年に超硬合金を使った工具の製造を開始、現在もサンドビケンに拠点を置いている。ターニングセンタ用工具の「コロマントキャプト（Coromant Capto）」など、自社製品名の頭には「Coro-」が付いていることが多い。

## 日本法人
日本では「サンドビック株式会社」「サンドビックツーリングサプライジャパン株式会社」「サンドビックマテリアルズテクノロジージャパン株式会社」の各法人が設立されている。
- 「サンドビック株式会社」は、1961年5月に設立された。建築・鉱山機械、自動車、航空宇宙産業などの各種産業を顧客に、エンジニアリングツールを販売している。神戸市に本社オフィスを、千葉県佐倉市に工場を置く。
- 切削工具を取り扱うサンドビック・コロマントの日本法人は「サンドビックツーリングサプライジャパン株式会社」であり、1976年に設立、宮城県栗原市に工場を置く[5]。
- ステンレス鋼、特殊合金などの高付加価値素材を取り扱う「サンドビックマテリアルズテクノロジージャパン株式会社」は、東京（日本橋浜町）にオフィスを置く。